# نبرد دوبرو پل
نبرد دوبرو پل (صربی: Битка код Доброг Поља، آوانگاری: Bitka kod Dobrog Polja) نبردی در جنگ جهانی اول بود که بین ۱۵ تا ۱۸ سپتامبر ۱۹۱۸ انجام شد. ترکیبی از نیروهای صرب، فرانسه و یونان به سنگرهای تحت کنترل بلغارستان در دوبرو پولس ("میدان خوب")، که در آن زمان بخشی از پادشاهی صربستان بود (یونان کنونی و مقدونیه شمالی) حمله کردند. حمله و آماده‌سازی قبلی توپخانه تأثیرات مخربی بر روحیه ارتش بلغارستان گذاشت و سرانجام منجر به فرار دسته جمعی سربازان ارتش بلغارستان شد. علیرغم تعداد کم و تجهیزات ضعیف، برخی از واحدهای بلغاری مقاومت شدیدی را نشان دادند با این حال، سقوط خط مقدم، متفقین را قادر ساخت تا از جهات مختلف به مواضع بلغارستان حمله کرده و در نهایت آخرین بخشهای مقاومت را فرونشیند. شکست نیروهای مرکزی در دوبرو پل در خروج بلغارستان از جنگ نقش داشت و راه را برای تصرف بعدی مقدونیه باز کرد

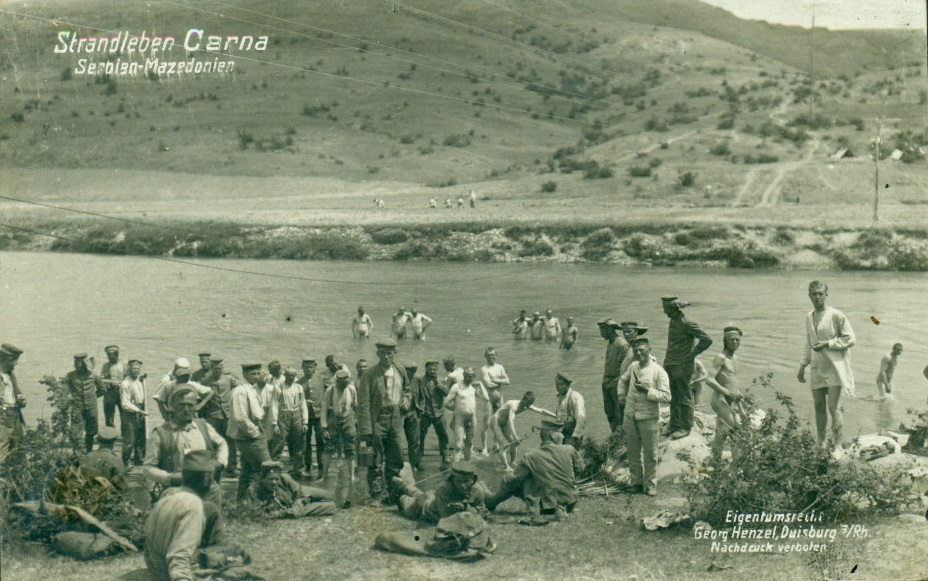
سربازان آلمانی در حال حمام کردن در رودخانه کرنا در سال ۱۹۱۸

## یادداشت
1. ↑  The 11th German Army consisted of Bulgarian soldiers commanded by German officers.[۱]
2. ↑  The Serbian armies were corps sized formations.[۲]